# Ioannis Zigdis
Ioannis Zigdis (griechisch Ιωάννης Ζίγδης, abweichende Schreibweise: Ioannis Zighdis; * 21. Juli 1913 in Lindos auf Rhodos; † 21. Oktober 1997 in Athen) war ein griechischer Politiker.

## Leben
Zigdis absolvierte nach dem Schulbesuch ein Studium der Wirtschafts- und Politikwissenschaften an der Nationalen und Kapodistrias-Universität Athen. Ein darauf folgendes postgraduales Studium an der London School of Economics schloss er 1940 ab. Nach Ende des Zweiten Weltkrieges war er unter anderem für die United Nations Relief and Rehabilitation Administration (UNRRA) tätig und fungierte als Vorsitzender und Direktor zahlreicher nationaler Institutionen wie zum Beispiel des Öffentlichen Energieunternehmens DEI (Dimosia Epichirisi Ilektrismou).
Er war als Mitglied der Partei Nationale Zentrumsunion (griechisch Εθνική Πολιτική Ένωσις Κέντρου EPEK) seit 27. Oktober 1951 Staatsminister ohne Ressort und wurde am 24. April 1952 Industrieminister. Dieses Amt gab er am 24. April 1952 wieder ab. Vom 8. November 1963 bis zum 31. Dezember 1963 übernahm er das Amt erneut, ein drittes Mal vom 19. Februar 1964 bis zum 15. Juli 1965. Während dieser Zeit war er von 1964 bis 1967 Mitglied des Beratungskonvents des Europarates sowie 1966 auch Mitglied der Parlamentarischen Versammlung der NATO. Nach dem Staatsstreich vom 21. April 1967 wurde er verhaftet und befand sich in den folgenden Jahren in der Verbannung auf Folegandros und Syros.
Nach dem Ende der Militärdiktatur wurde Zigdis Vorsitzender der 1974 der von ihm gegründeten Demokratischen Zentrumsunion DEK (Δημοκρατική Ένωση Κέντρου), die sich am 5. Februar 1976 mit der der Zentrumsunion–Neue Kräfte EK-ND (Ένωσις Κέντρου-Νέες Δυνάμεις) von Georgios Mavros zur Union des Demokratischen Zentrums EDIK (Enosi Dimokratikou Kentrou) zusammenschloss überging. Nachdem Mavros die EDIK 1981 verlassen hatte und zur Panhellenischen Sozialistischen Bewegung PASOK (Panellinio Sosialistiko Kinima) gewechselt war, wurde er selbst Vorsitzender der EDIK.
Am 1. Januar 1981 wurde Zigdis nach dem Beitritt Griechenlands zur Europäischen Gemeinschaft fraktionsloses Mitglied des Europäischen Parlaments und gehörte diesem bis zum 18. Oktober 1981 an. Während dieser Zeit war er zwischen dem 9. Februar und dem 18. August 1981 Mitglied des Ausschusses für Wirtschaft und Währung. Die Funktion als Vorsitzender der EDIK übte er bis 1989 aus. 1986 setzte er sich für die Aufnahme diplomatischer Beziehungen Griechenlands mit Israel ein.